# 怪答紳士
『怪答紳士』（かいとうしんし）は、日本テレビにて2007年2月10日（土曜日）の「サタデーバリューフィーバー」枠の13:30～14:55に放送されたバラエティ番組である。タカアンドトシは本番組で初のMCとして出演。

## MC
- 内村光良（ウッチャンナンチャン）
- タカアンドトシ（当番組で初MC）
- 宮崎宣子（当時日本テレビアナウンサー）

## パネラー
- 柴田理恵
- 勝俣州和
- 坂下千里子
- インパルス
- 大沢あかね

## リポーター
- 原口あきまさ
- はなわ

## 放送局
- 日本テレビ（NTV）
- 読売テレビ（YTV）
- 札幌テレビ（STV）
- テレビ岩手（TVI）
- 宮城テレビ放送（MMT）
- 山形放送（YBC）
- 福島中央テレビ（FCT）
- テレビ新潟（TeNY）
- 中京テレビ（CTV）
- 福岡放送（FBS）
- 長崎国際テレビ（NIB）
- 鹿児島読売テレビ（KYT）

## スタッフ
- 構成 ： 田中直人、照井良平
- ディレクター : 野瀬慎一、森辰雄、田中匡史
- 演出 : 加賀谷健吾
- プロデューサー : 八木元、矢追孝男、徳江長政
- 総合演出・プロデューサー : 武澤忠
- チーフプロデューサー : 高橋正弘
- 制作協力 : エスピーボーン、ジッピープロダクション、よみうりテレビ、フォアキャストコミュニケーションズ
- 製作著作 : 日本テレビ